# Kovářov
Kovářov település Csehországban, Píseki járásban. Kovářov Kožlí, Orlík nad Vltavou, Hrejkovice, Hrazany, Kostelec nad Vltavou, Klučenice, Krásná Hora nad Vltavou, Kozárovice és Petrovice településekkel határos. Lakosainak száma 1468 fő (2024. január 1.).

## Népesség
A település lakosságának változását az alábbi diagram mutatja:
| Lakosok száma | 3657 | 3485 | 3015 | 2159 | 1728 | 1468 | 1448 | 1444 | 1448 | 1468 |
|               | 1869 | 1890 | 1921 | 1950 | 1980 | 2001 | 2017 | 2019 | 2022 | 2024 |